# 5326 Vittoriosacco
Az 5326 Vittoriosacco (ideiglenes jelöléssel (5326) 1988 RT6) a Naprendszer kisbolygóövében található aszteroida. Henri Debehogne fedezte fel 1988. szeptember 8-án.